# Diglyphomorphomyia floresensis
Diglyphomorphomyia floresensis is een vliesvleugelig insect uit de familie Eulophidae. De wetenschappelijke naam is voor het eerst geldig gepubliceerd in 2003 door Ubaidillah.